# Saint-Benoît-la-Chipotte
Saint-Benoît-la-Chipotte ist eine französische Gemeinde im Département Vosges in der Region Grand Est (bis 2015 Lothringen). Sie gehört zum Arrondissement Épinal und zum Kanton Raon-l’Étape. Sie hat 445 Einwohner (Stand 1. Januar 2022).
Saint-Benoît-la-Chipotte ist eine vor allem landwirtschaftliche und forstwirtschaftliche Gemeinde auf den ersten Anhöhen der Vogesen. Sie befindet sich auf einer Höhe von ca. 355 m, 7 km von Rambervillers und 14 km von Raon-l’Étape entfernt, unterhalb des Col de la Chipotte (456 m).

## Bevölkerungsentwicklung
| 1962 | 1968 | 1975 | 1982 | 1990 | 1999 | 2006 | 2017 |
| ---- | ---- | ---- | ---- | ---- | ---- | ---- | ---- |
| 371  | 341  | 335  | 325  | 362  | 370  | 404  | 417  |

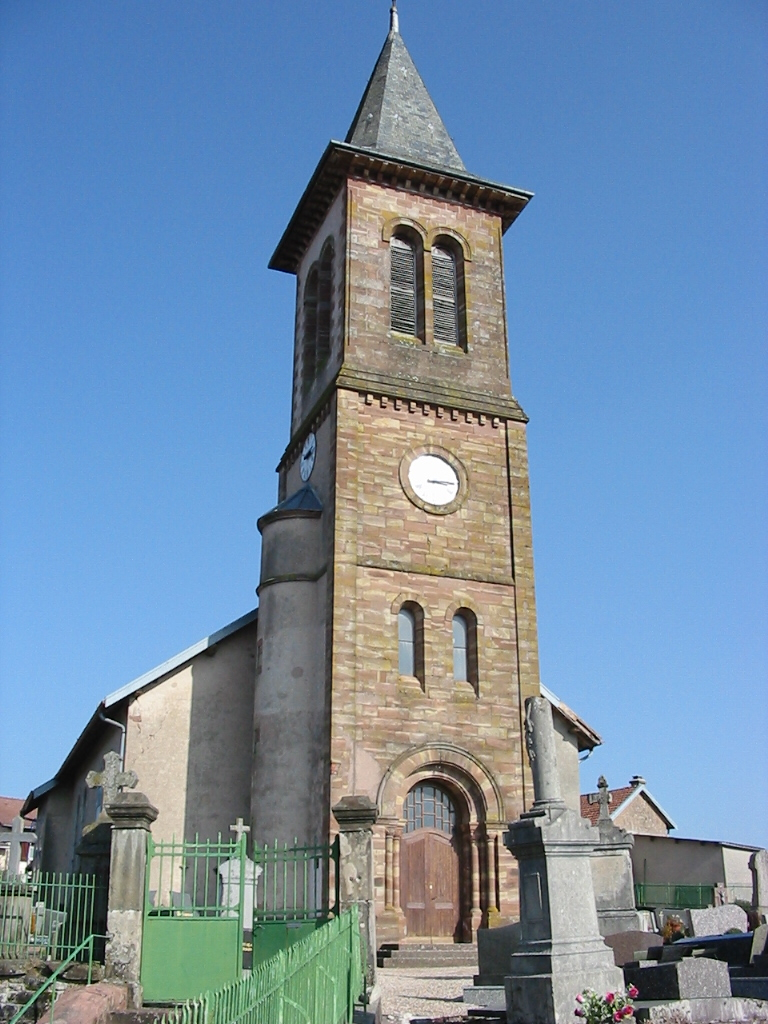
Kirche Saint-Benoît
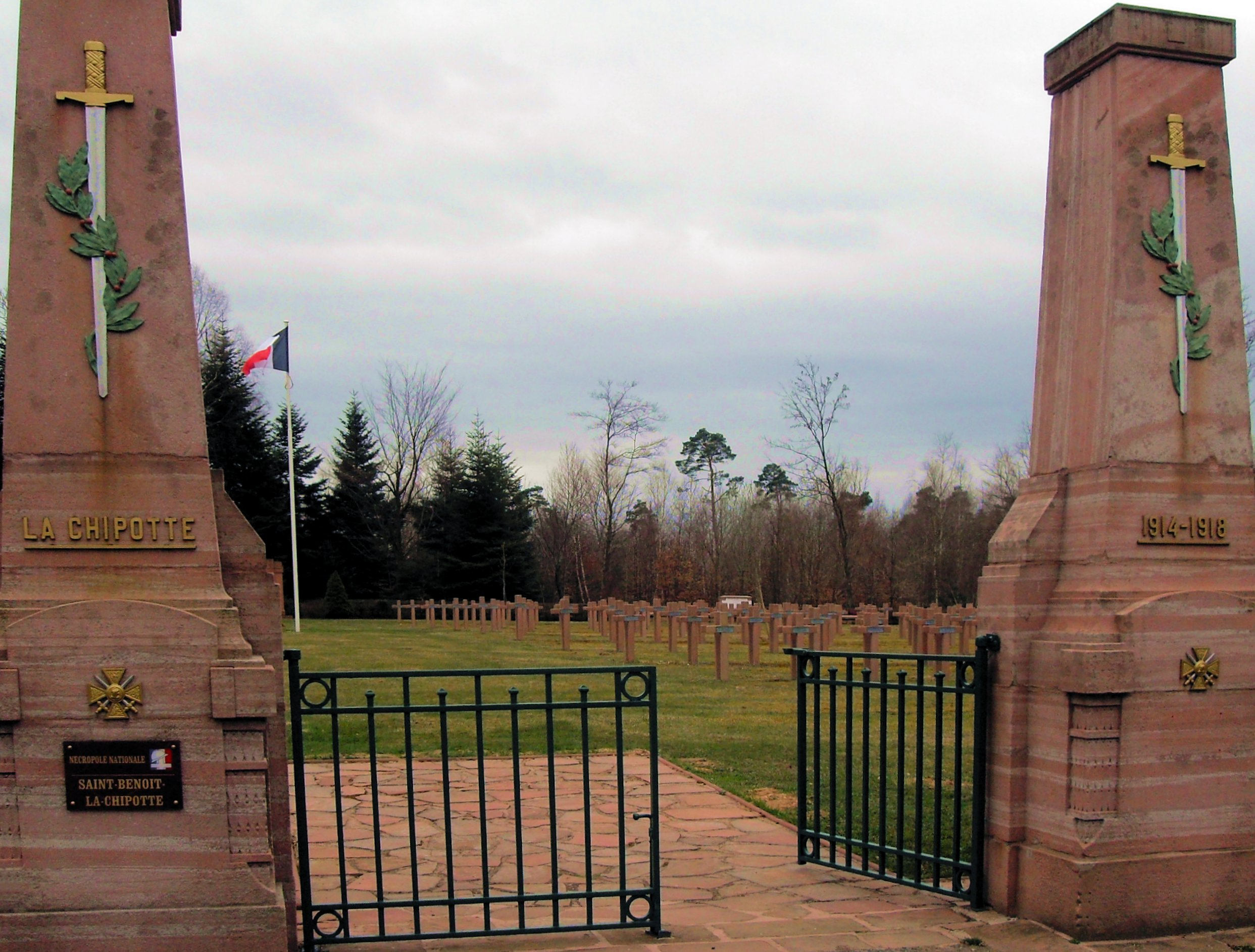
Eingang zum französischen Soldatenfriedhof des Ersten Weltkrieges